# Ciutat d'ossos
Ciutat d'ossos (títol original en anglès: City of Bones) és el primer llibre de la saga Caçadors d'Ombres de l'escriptora Cassandra Clare.
Es va publicar originalment en els Estats Units el 27 de març de 2007. En Espanya fou publicat per primera vegada en espanyol per Ediciones Destino el 17 de febrer de 2009. La versió en català es va publicar el 16 de setembre de 2010 per l'editorial Estrella Polar.
En 2013 es va estrenar l'adaptació cinematogràfica de la novel·la que va rebre el nom de Caçadors d'ombres: Ciutat d'ossos, i fou protagonitzada per Lily Collins i Jamie Campbell Bower.
I en 2016 es va estrenar la sèrie de les novel·les de Clare amb el títol Shadowhunters, protagonitzada per Katherine McNamara i Dominic Sherwood. Va rebre el premi a millor sèrie en els People's Choice Awards de 2018. Fou cancel·lada després de la tercera temporada.

## Sinopsi
Al Pandemonium, la discoteca de moda de Nova York, la Clary segueix un atractiu noi de cabells blaus fins que presencia la seva mort  a mans de tres joves amb estranys tatuatges.Des d'aquella nit, el seu destí s'uneix al d'aquests tres caçadors d'ombres, guerrers consagrats a alliberar la terra de dimonis i, sobretot, al d'en Jace, un noi amb aspecte d'àngel i tendència a actuar impulsivament.

## Continuació
La seua continuació és Ciutat de Cendres.